# Варгас Льоса, Марио
Хо́рхе Ма́рио Пе́дро Ва́ргас Льо́са, 1-й маркиз Варгас Льоса (исп. Jorge Mario Pedro Vargas Llosa, 1er Marqués de Vargas Llosa; 28 марта 1936, Арекипа, Перу — 13 апреля 2025, Лима) — перуанский прозаик и драматург, публицист, политический деятель, лауреат Нобелевской премии по литературе 2010 года. Член Французской академии (с 2021).

## Биография
Варгас Льоса родился в семье среднего достатка, его отец, водитель автобуса, вскоре развёлся с супругой и оставил её на попечении деда Марио, почётного консула Перу в боливийском городе Кочабамба. Там Марио провёл первые годы жизни. Известно, что отец писателя имел двух внебрачных детей от любовницы-немки; следовательно, Эрнесто и Энрике Варгасы приходятся нобелевскому лауреату единокровными братьями.
Консул Льоса владел хлопковыми плантациями и обеспечивал свою дочь и внука всем необходимым, строго воспрещая, однако, информировать мальчика о судьбе его отца. Тем не менее в 1946 году супруги Варгас возобновили совместную жизнь и поселились в Лиме, где Марио окончил сначала воскресную школу, а затем по настоянию отца был зачислен в военное училище имени Леонсио Прадо, впоследствии выведенное им в романе «Город и псы». Жизнь в училище настолько опротивела Марио, что за год до выпуска он бросил учёбу и устроился журналистом в провинциальную газету «La Industria», выходившую в городке Пьюра. В 1953 году Варгас Льоса поступил на филологический факультет университета Сан-Маркос, но вскоре уехал в Европу, получил стипендию Мадридского университета и в 1958 году защитил там диссертацию о творчестве Рубена Дарио.
В 1960 году Варгас Льоса переехал в Париж, где ему обещали предоставить новый грант на литературные исследования. К этому времени он уже состоял в гражданском браке с кузиной Хулией Уркиди, которая была старше его на 10 лет. Хулия Уркиди позже стала прототипом героини романа «Тётушка Хулия и писака». Гранта Варгас Льоса не получил, но возвращаться в Мадрид отказался и осел в Париже, где тесно сотрудничал с Хулио Кортасаром, а также работал журналистом на радио и телевидении. В 1964 году Варгас Льоса и Уркиди расстались. Годом позже Марио женился на второй своей кузине Патрисии, родившей ему троих детей. Один из них, Альваро Варгас Льоса (род. 1966), также стал писателем и публицистом. В 1969—1970 годах Варгас Льоса недолго жил и преподавал в Англии и Испании, после чего профессионально занялся литературной деятельностью. В 1968 году писатель побывал с визитом в СССР.
Согласно М. Ф. Надъярных[прояснить], творчество Варгаса Льосы сочетает влияния различных латиноамериканских и европейских писателей, от Флобера и Толстого до Батая, но образцовой книгой писатель считал средневековый каталанский роман «Тирант Белый». В нём сплавлены автобиографические мотивы и символизм, гротеск, интертекстуальность и модель фольклорной хроники, темы насилия и эротики.
В молодости поддерживал кубинский режим Кастро, но со временем разочаровался в коммунистических идеях. Большинство биографов относят это событие к 1978—1980 годам, в частности связывая его с процессом кубинского диссидента Эберто Падильи. Однако, в отличие, скажем, от Борхеса, Варгас Льоса выступал последовательным противником не только социалистической диктатуры, но и правого авторитаризма.
В 1971 году писатель защитил в Мадридском университете Комплутенсе фундаментальную диссертацию по творчеству Габриэля Гарсии Маркеса,  которому впоследствии неоднократно жёстко оппонировал по политическим и литературным вопросам. Отношения двух прижизненных классиков латиноамериканского «магического реализма» настолько ухудшились, что в 1976 году Варгас Льоса публично закатил своему бывшему приятелю пощёчину в присутствии журналистов. Только в 2007 году появились некоторые признаки охлаждения этой давней вражды, и Гарсиа Маркес даже разрешил использовать выдержки из работ Варгаса Льосы в академическом комментированном издании «Ста лет одиночества».
В 1975 году Варгас Льоса был избран президентом международного ПЕН-клуба. В 1978 году вернулся в Лиму, однако продолжал много ездить по миру. Начиная с 1987 года серьёзно занялся политикой, в 1990 году выдвигался кандидатом в президенты Перу от партии «Демократический фронт». Писатель предложил план радикального преобразования перуанской экономики в духе воззрений Чикагской школы, выступив за переход к свободному рынку, политику жёсткой экономии и скорейшую приватизацию государственных активов. Экономическая часть его программы была написана в тесном сотрудничестве с экономистом-реформатором Эрнандо де Сото и его Институтом свободы и демократии. Политические противники Варгаса Льосы использовали вырванные из контекста цитаты из «Войны конца света» для дискредитации писателя, зачитывая их по радио под видом выдержек из предвыборной программы. Следует заметить, что многие эпизоды книги действительно отражают в завуалированной форме реальные стычки боевиков «Сендеро Луминосо» с правительственными войсками.
В первом туре выборов Варгас Льоса занял первое место с 34 % голосов, но проиграл во втором туре инженеру-агроному Альберто Фухимори, будущему диктатору Перу, после чего покинул страну, поселился в Лондоне и стал подданным Испании. Опыт избирательной кампании Варгас Льоса использовал в романе «Рыба в воде», где описал «обнажённый трагизм национального беспамятства».
Исследование «мифов диктатуры» в латиноамериканских обществах было продолжено Варгасом Льосой в романе «Праздник Козла» (2001), где писатель подробно исследовал эпоху и социальные последствия правления жестокого диктатора Доминиканской Республики Рафаэля Трухильо. Это самое обширное и сложное произведение писателя со времён выхода «Войны конца света». Действие разворачивается в трёх событийных пластах: первая сюжетная линия повествует о возвращении доминиканской беженки на родину через 30 лет после убийства Трухильо в 1961 году, во второй сделана попытка реконструкции этого покушения в стиле классического американского политического триллера, третья посвящена последним годам жизни самого Трухильо.
Не обошёл Варгас Льоса вниманием и авторитарные режимы других регионов планеты. В начале иракской кампании против режима Саддама Хусейна писатель впервые со времён своих юношеских выступлений резко раскритиковал международную политику США и союзников, хотя впоследствии он всё же считал, что война, по крайней мере, «избавила иракцев от тирании». По мнению писателя, ответная европейская враждебность вовсе не тот противовес, который необходим Соединённым Штатам.
25 ноября 2021 года избран во Французскую академию и занял кресло № 18, остававшееся вакантным после смерти Мишеля Серра (ради 85-летнего Льосы «бессмертные» сделали исключение из установленного в 2010 году правила о возрастном цензе — новые академики должны быть не старше 75 лет). Льоса никогда не писал на французском языке, хотя бегло на нём говорил (в 1959 году он эмигрировал во Францию), но статут Академии не содержит требования к языку произведений кандидата.
В 2022 году осудил российское вторжение в Украину, назвав президента Владимира Путина «кровожадным диктатором».
Умер 13 апреля 2025 года в Лиме в возрасте 89 лет.

## Творчество
Первый же роман «Город и псы» (1963) заложил основы будущей грандиозной популярности Варгаса Льосы в среде молодых интеллектуалов по обе стороны Атлантики. Основанный на реальных впечатлениях писателя от учёбы в военной академии, роман стал культовой книгой для молодёжной читательской аудитории СССР и был публично сожжён на плацу Леонсио Прадо, что только придало ему известности. В СССР и в США роман был экранизирован: советский фильм «Ягуар» снят режиссёром Себастьяном Аларконом в 1986 году и принёс известность актёру Сергею Векслеру. По мнению М. Ф. Надъярных, роман, натуралистически описывая атмосферу жестокости и насилия, может быть истолкован как символическая экзистенциалистская притча, рассказывающая об мистериально-драматическом переходе через смерть к возрождению, его архитектонику определяет число четыре — его главные персонажи: статичные Раб и Боа и нестабильные, транслиминальные Ягуар и Поэт. В Перу роман вызвал скандал в среде высшего военного командования. Несколько генералов даже обвинили Варгаса Льосу в выполнении политического заказа со стороны эквадорских эмигрантов.
После выхода в свет повести «Щенки» (1967), в которой насилие снова выступает неотъемлемым элементом социального уклада жизни и выражает анархический протест против торжества тотальной несправедливости в обществе Латинской Америки, Варгас Льоса удостоился сравнений с Хемингуэем. В этом произведении мотив кастрации героя может быть истолкован либо как воплощение выхолощенности Человека Перуанского, либо как воплощение культуры «доколумбова Перу», чьё развитие было насильственно прервано.
В центре романа «Зелёный дом» (1967) — бордель в Пьюре, в образе которого травестируется зелёный цвет сельвы (зелень соединяет значения естественности, дикости и эротическую символику), а книга инвертирует ряд мотивов рыцарского романа. Роман стал первым произведением, удостоенным премии Ромуло Гальегоса, причём при голосовании Варгас Льоса с большим отрывом обошёл таких конкурентов, как Хуан Онетти и Габриэль Гарсия Маркес.
Действие романа «Разговор в „Соборе“» пространственно ограничено кабаком в Лиме, где беседуют два перуанца — сын высокопоставленного чиновника Сантьяго и его знакомый, водитель Амбросио. Сантьяго пытается выяснить истинную судьбу своего отца (реминисценция на детские поиски ответа самим писателем на аналогичный вопрос), предположительно участвовавшего в тайном антиправительственном заговоре, но сталкивается с герметической структурой государственного аппарата и, подобно кафкианскому персонажу К., в отчаянии отступается от своих намерений. В этой книге Варгас Льоса предпринял первую последовательную попытку воссоздать дух диктатуры, «созидающий маску упорядочения реальности, под которой скрывается разложение».
Тема антиутопии и инвертированной сакральности в это время сочетается в творчестве Варгаса Льосы с остросатирическими мотивами, использованными с не меньшей непосредственностью, чем в скандально известной диссертации. Так, летопись сверхдисциплинированного публичного дома для военных в романе «Капитан Панталеон Пантоха и Рота добрых услуг» может рассматриваться как двойная самопародия — на более раннюю работу «Зелёный дом» и на сам жанр «романа в документах». В повести «Тётушка Хулия и писака» (экранизирована в 1990 году с участием Киану Ривза и Питера Фалька) Варгас Льоса, используя язык и архетипы «мыльных опер», вывел в гротескно-карикатурной форме историю своего первого брака с Хулией Уркиди.
В конце 1970-х выходит в свет первая проба пера Варгаса Льосы в жанре исторического романа. Действие книги «Война конца света» происходит в Бразилии конца XIX века, где в селении Канудос сложилась религиозная община, отменившая частную собственность. Руководители общины были отлучены от церкви, а само выступление — жесточайшим образом подавлено войсками. Автор изображает противостояние несовместных картин мира, борьбу анимистически-эсхатологического и республиканского мифов. Роман знаменует радикальный сдвиг в мировоззрении Варгаса Льосы от левоцентристских и даже коммунистических взглядов к правоцентристским и либертарианским; у писателя пробуждается острый интерес к мессианистским культам и психологической подоплёке иррационального в человеческом поведении. В самой Бразилии, а также на Кубе роман был принят холодно и расценён как антисоциалистический пасквиль. Сам Варгас Льоса считает эту книгу своим главным произведением.

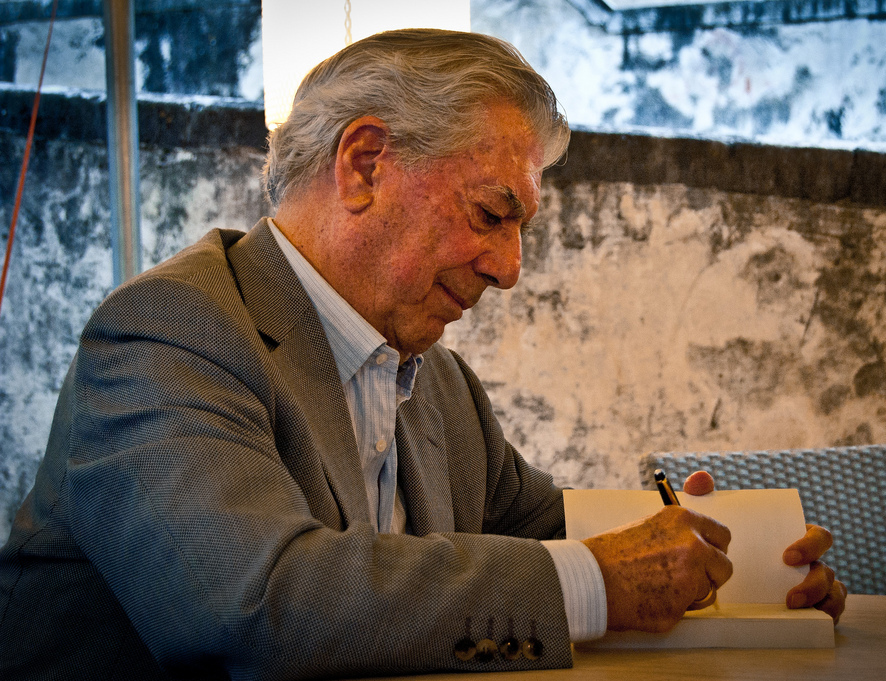
Марио Варгас Льоса. Пьетразанта, Тоскана, Италия. Фотография 2010 года

Исследуя паттерны взаимодействия языков латиноамериканской культуры, в романе «Говорун» Варгас Льоса изображает перуанского еврея Саула Суратаса, увлекающегося этнографией и постепенно погружающегося в мифологию индейцев мачигенга, работая в Летнем лингвистическом институте.
Постмодернистская архетипическая эротическая утопия раскрыта в дилогии «Похвала мачехе» и «Записки дона Ригоберто».
В центре романа «История Майты» — деятельность пожилого революционера-троцкиста, в 1958 году готовящего в Перу революцию. Почти одновременно с выходом романа в той же местности, где происходят его события, действительно вспыхнули крестьянские волнения, повлёкшие за собой, среди прочего, гибель восьми журналистов и полное опустошение деревни Учураккай. Позднее Варгаса Льосу неоднократно допрашивали в парламентской комиссии по расследованию событий в Учураккае. Писатель посвятил им повесть «Кто убил Паломино Молеро?» (1986), расценённую критиками как акт «литературного экзорцизма», и впоследствии вернулся к этой теме в книге «Литума в Андах» (1993). Варгас Льоса был серьёзно уязвлён выводами комиссии и заключил, что
демократия в Латинской Америке одинаково легко гибнет под пятою как леворадикалов, так и праворадикалов.
Это высказывание можно считать его дальнейшим политическим кредо.
К числу относительно редких у Варгаса Льосы писательских неудач критики относят роман «Похождения скверной девчонки» (2006), представляющий собой, по существу, осовремененную версию классического произведения Гюстава Флобера «Госпожа Бовари».
В 2008 году Варгас Льоса опубликовал монографию, посвящённую творчеству уругвайского писателя Хуана Онетти.
В произведении «Сон кельта» (2010) писатель обращается к событиям конца XIX — начала XX веков, судьбе коренного населения Конго и Амазонии, трудившихся на каучуковых плантациях. Роман является документальным — в нём описываются реальные события, происходившие с британским дипломатом Роджером Кейсментом, позднее — деятелем ирландского национально-освободительного движения.
В 2010 году в Нобелевской лекции «Похвала чтению и литературе» Варгас Льоса написал: «Литература — ложь, но она становится правдой в нас, читателях, преобразованных, заражённых стремлениями и благодаря воображению постоянно подвергающих сомнению серую реальность».

## Произведения

### Романы и повести
- La ciudad y los perros / Город и псы (1963, рус. пер. 1965, премия Библиотеки Бреве)
- La casa verde / Зелёный дом (1966, рус. пер. 1971, Премия Ромуло Гальегоса)
- Los cachorros / Щенки (повесть, 1967)
- Conversación en La Catedral / Разговор в «Соборе» (1969, рус. пер. 2000)
- Pantaleón y las visitadoras / Капитан Панталеон и рота добрых услуг (1973, рус. пер. 1979)
- La tía Julia y el escribidor / Тётушка Хулия и писака (1977, рус. пер. 1979)
- La guerra del fin del mundo / Война конца света (1981, рус. пер. 1987)
- Historia de Mayta / История Майты (1984)
- ¿Quién mató a Palomino Molero? / Кто убил Паломино Молеро? (повесть, 1986, рус. пер. 1989)
- El Hablador / Говорун (1987)
- Elogio de la madrastra / Похвальное слово мачехе (1988, рус. пер. 2007)
- Lituma en los Andes / Литума в Андах (1993, рус. пер. 1997)
- Los cuadernos de don Rigoberto / Тетради дона Ригоберто (1997, рус. пер. 2008)
- La Fiesta del Chivo / Нечестивец, или Праздник Козла (2000, рус. пер. 2004)
- El Paraíso en la otra esquina / Рай на другом углу (2003)
- Travesuras de la niña mala / Похождения скверной девчонки (2006, рус. пер. 2007)
- El sueño del celta / Сон кельта (2010, рус. пер. 2011)
- El Heroe Discreto / Скромный герой (2013, рус. пер. 2016)
- Cinco esquinas / Пять углов (2016)
- Tiempos Recios / Суровые времена (2019)
- Le dedico mi silencio / Я посвящаю тебе свое молчание (2023)

### Сборники
- Los jefes / Вожди (1958)

### Пьесы
- La huida del inca / Бегство инки (1952)
- Kathie y el hipopótamo / Кэти и гиппопотам (1983)
- Odiseo y Penélope, teatro / Одиссей и Пенелопа (2007)

### Публикации на русском языке
- Варгас Льоса М. Рота добрых услуг. — М.: Грант, 1993. ISBN 978-0-01-302131-0
- Варгас Льоса М. Капитан Панталеон и Рота добрых услуг: Роман / Пер. с исп. Л. Синянской. — СПб.: Азбука-Аттикус, 2012. — 288 с. ISBN 978-5-389-03353-5
- Варгас Льоса М. Похождения скверной девчонки: Роман / Пер. с исп. Н. Богомоловой. — СПб.: Азбука-Аттикус, 2012. — 384 с. ISBN 978-5-389-04749-5
- Варгас Льоса М. Скромный герой: Роман / Пер. с исп. К. Корконосенко. — СПб.: Азбука-Аттикус, 2017. — 384 с. ISBN 978-5-389-13708-0

## Стиль и характерные особенности творческой манеры
Варгас Льоса активно использует при создании своих книг как личные впечатления, так и материалы исторических исследований. Он особо отмечал, что возможность странствовать по всей планете в качестве приглашённого университетского лектора неоценима для писателя.
Самое известное произведение раннего периода его творчества, «Город и псы», основано на опыте учёбы молодого Марио в закрытом военном интернате Леонсио Прадо, хотя в этом романе удушливая атмосфера страха и насилия, пронизывающая все уголки академии, служит, бесспорно, в то же время метафорой коррупции и репрессивной внутренней политики латиноамериканских диктатур середины XX в. Варгас Льоса и в дальнейшем неоднократно обращался к теме протеста одиночки против самодовлеющего государственного аппарата.

Так, «Разговор в „Соборе“», помимо очевидного оммажа Кафке и французским экзистенциалистам, содержит подробный метаисторический анализ авторитарно-олигархического режима перуанского президента Мануэля Аполлинарио Одрии. Главная книга позднейшего периода литературной активности Варгаса Льосы, «Праздник Козла», не могла быть создана без предварительного скрупулёзного, граничащего с научным, исследования режима Трухильо. Впрочем, как в отношении этого романа, так и по поводу «Войны конца света» нобелевский лауреат оговаривает: 
Это прежде всего роман, художественное произведение, а не исторический трактат. Я допустил очень, очень много вольностей при работе над текстом. 
Авторская манера Варгаса Льосы обладает чертами как модернизма и постмодернизма, так и классического латиноамериканского магического реализма. Кейт Букер, посвятившая творчеству Варгаса Льосы специальную монографию, не скрывает восхищения контрапунктной манерой перуанского писателя комбинировать в одном романном пласте события и диалоги, происходящие в разных временах и реальностях или даже атрибутированные разным персонажам, которая придаёт его прозе некоторое сходство с романами Флобера. Иногда считается, что «Войне конца света» недостаёт психологизма и реалистичности по сравнению с другими произведениями Варгаса Льосы, но это впечатление обманчиво — огромный, почти семисотстраничный роман сознательно стилизован под народный эпос, а скорее даже сказание о крестовых походах, персонажи которого под многовековым грузом устной традиции с необходимостью утрачивают все индивидуальные черты, за исключением тех, что укладываются в канву воплощаемой ими идеи.
Сам писатель называет своими учителями и идейными предшественниками прежде всего сравнительно малоизвестных перуанских авторов, таких как Рафаэль Бенавидес, Карлос Окендо и Хосе Мария Аргедас. О последнем Варгас Льоса написал отдельную работу «Архаическая утопия» (1996), в которой произведения Аргедаса выступают как «превосходный пример старомодного провинциализма, обладающего энергией магического заклинания».
Вместе с тем Варгас Льоса не чужд и более широких культурных влияний. Он уделял большое внимание творчеству Камю, Сартра и Флобера, составил сборник эссе об эстетике романа «Госпожа Бовари», в котором видит идейный источник и первооснову европейского декаданса и модернизма. Не меньшим уважением Варгаса Льосы пользуется Фолкнер, влияние которого ощутимо в конструкции сюжета и образно-метафорического ряда романа «Город и псы».
Впрочем, несомненно, что во всех вышеперечисленных нехудожественных книгах первоочередной целью Варгаса Льосы-критика является не беспристрастное исследование творчества изучаемого им автора, но скорее «построение мостов» между романными пространствами самого Варгаса Льосы и его виртуального собеседника. В тех случаях, когда последний оказывается несогласен с выводами перуанца, литературная игра часто перерастает в жаркий спор, обмен колкостями и даже вражду (см. выше историю тридцатилетней размолвки Варгаса Льосы с Гарсиа Маркесом). Тем не менее сборник статей Варгаса Льосы «Письма молодому романисту» выдержан в неизменно тёплом и дружеском тоне, не претендуя ни на роль «священного писания», ни даже на функцию «поваренной книги начинающего литератора».
Многие персонажи Варгаса Льосы по бальзаковскому принципу переходят из одного произведения в другое (сержант Литума, полковник Сильва, дон Ригоберто и др.)

## Место в литературе современности
Варгас Льоса считается одним из величайших латиноамериканских прозаиков новейшего времени, наряду с Хуаном Рульфо, Карлосом Фуэнтесом, Хорхе Луисом Борхесом и Габриэлем Гарсия Маркесом. Исходя из цифр официальных тиражей его книг, он может быть признан также наиболее активным и наиболее коммерчески успешным среди авторов этого культурного пространства в первом десятилетии XXI века. Произведения Варгаса Льосы переведены на десятки языков, неоднократно экранизированы и отмечены многочисленными престижными премиями, вплоть до Нобелевской.

## Признание
- Литературные награды:
  - Премия Библиотеки Бреве (1962),
  - Премия Ромуло Гальегоса (1967),
  - Литературная премия принца Астурийского (1986),
  - Премия Сервантеса (1994),
  - Иерусалимская премия (1995),
  - Премия мира немецких книготорговцев (1996),
  - Премия Чино дель Дука (2008).
  - Нобелевская премия по литературе 2010 года. Премия присуждена «за изображение структуры власти и яркие картины человеческого сопротивления, восстания и поражения»[3].
- Государственные и общественные награды:
  - Член Испанской королевской академии, почётный доктор ряда университетов Европы и Америки.
  - Кавалер Ордена Почётного легиона (1985).